# 植田英一
植田 英一（うえた えいいち、1925年＜大正14年＞11月8日 - 2019年＜平成31年＞2月11日） は、日本の政治家。自由民主党所属。福島県議会議員 (4期)、福島県議会議長 (64代)、全国都道府県議会議長会長、郡山市議会議員を歴任。

## 来歴
岩瀬農学校 (現・福島県立岩瀬農業高等学校) 卒業。1963年に田村町 (現・郡山市) 議会議員選挙に初当選し、田村町は1965年に郡山市と合併し、以降郡山市議含め5期務めた。その後、福島県議会議員に転身し4期務める。2001年3月から2003年5月まで櫛田一男副議長とともに64代福島県議会議長。2002年7月から2003年4月まで全国都道府県議会議長会長。他、自民党福島県連幹事長を務めた。
2019年2月11日、93歳没。

## 主張
- かつては原子力発電推進主義者だったが、東海村の臨界事故で怒りとともに反対するようになった。東京電力福島第一原子力発電所事故の損害賠償制度などを求める「放射能被害のないふるさとをつくる会」代表世話人となった[6]
- 沖縄県名護市辺野古への「沖縄・福島連帯する郡山の会」相談役として新基地建設に反対[5]